# Chalarus basalis
Chalarus basalis är en tvåvingeart som beskrevs av Friedrich Hermann Loew 1873. Chalarus basalis ingår i släktet Chalarus och familjen ögonflugor. Arten har ej påträffats i Sverige. Inga underarter finns listade i Catalogue of Life.